# Финеес
Финее́с (др.-евр. פִּינְחָס‬, Pinəḥas, Pînəħās, Пинхас или Пинехас) — библейский персонаж, сын Елеазара, внук Аарона-первосвященника.
Впервые имя Финееса упоминается в книге Исхода — Исх. 6:25. 
Известен решительными действиями по противодействию связей израилитян с мадианитянами, участник истребления мадианитян (Чис. 31):

И вот, некто из сынов Израилевых пришел и привел к братьям своим Мадианитянку, в глазах Моисея и в глазах всего общества сынов Израилевых, когда они плакали у входа скинии собрания. Финеес, сын Елеазара, сына Аарона священника, увидев это, встал из среды общества и взял в руку свою копье, и вошел вслед за Израильтянином в спальню и пронзил обоих их, Израильтянина и женщину в чрево её: и прекратилось поражение сынов Израилевых. Умерших же от поражения было двадцать четыре тысячи. И сказал Господь Моисею, говоря: Финеес, сын Елеазара, сына Аарона священника, отвратил ярость Мою от сынов Израилевых, возревновав по Мне среди их, и Я не истребил сынов Израилевых в ревности Моей; посему скажи: вот, Я даю ему Мой завет мира, и будет он ему и потомству его по нем заветом священства вечного, за то, что он показал ревность по Боге своем и заступил сынов Израилевых.
— Чис. 25:6-13
Почитается Православной церковью как святой праведный. Память его 12 (25) марта.
Средневековые легенды считали его первым обладателем Копья Судьбы.

## Финеес в еврейской традиции
Согласно Танхума, Финеес (Пинхас) был одним из двух лазутчиков, посланных в город перед взятием Иерихона.
В мидраше Пирке де рабби Элиэзер (Гл. 47) и в каббалистической книге Зоар (Часть II, лист 190а) приводится изречение: «Пинхас — это Элияу».